# 元横山町
元横山町（もとよこやまちょう）は、東京都八王子市の町名である。現行行政町名は元横山町一丁目から三丁目。住居表示実施済み区域。郵便番号は192-0063（八王子郵便局管区）。

## 地理
八王子市中心部の北側に位置し、北は浅川河川敷と接し、中央を北大通り（国道20号のバイパス的役割を果たす市道）が横切る。東で明神町・新町、南で横山町、西で大横町・本町、北で大和田町・暁町・田町・中野上町と隣接している。大半は住宅地である。
八王子警察署は2017年8月27日に元本郷町に移転した。

### 地価
住宅地の地価は、2014年（平成26年）1月1日の公示地価によれば、元横山町3-12-5の地点で18万2000円/m2となっている。

## 歴史

### 地名の由来
横山村に横山宿を建設した際、宿の北方が元横山村となり、町名改正の際に元横山町となった。

### 沿革
- 1882年(明治15年) 7月 - 町村分合により旧八王子十五宿と合併。元横山村が八王子元横山町となる。
- 1889年(明治22年) 4月1日 - 町村制施行により八王子町成立。八王子町元横山町となる。
- 1912年(大正元年) 10月1日 - 田町遊郭近辺の土地が元横山町から分離し、田町となる。
- 1917年(大正6年) 9月1日 - 八王子町が市制施行。八王子市元横山町となる。
- 1970年(昭和45年) 3月1日 - 住居表示を実施、元横山町一丁目〜三丁目が成立。
- 1977年(昭和52年) 10月1日 - 住居表示を実施。中野上町1、4丁目、大和田町7丁目が成立。

## 世帯数と人口
2017年（平成29年）12月31日現在の世帯数と人口は以下の通りである。
| 丁目           | 世帯数    | 人口    |
| -------------- | --------- | ------- |
| 元横山町一丁目 | 626世帯   | 1,219人 |
| 元横山町二丁目 | 1,119世帯 | 1,950人 |
| 元横山町三丁目 | 1,034世帯 | 1,811人 |
| 計             | 2,779世帯 | 4,980人 |

## 小・中学校の学区
市立小・中学校に通う場合、学区は以下の通りとなる。
| 丁目           | 番地 | 小学校               | 中学校               |
| -------------- | ---- | -------------------- | -------------------- |
| 元横山町一丁目 | 全域 | 八王子市立第一小学校 | 八王子市立第五中学校 |
| 元横山町二丁目 | 全域 | 八王子市立第一小学校 | 八王子市立第五中学校 |
| 元横山町三丁目 | 全域 | 八王子市立第一小学校 | 八王子市立第五中学校 |

## 交通

### 路線バス
- 西東京バス
  - 京王八王子駅〜警察署前〜宇津木台
  - 京王八王子駅〜警察署前〜純心女子学園・杏林大学・創価大学大門
  - 西八王子駅〜警察署前〜中野団地

### 道路
- 東京都道166号瑞穂あきる野八王子線

## 施設

### 教育
- 八王子市立第一小学校（元横山町二丁目）
- 八王子市立静教保育園（元横山町三丁目）

### 郵便局
- 八王子元横山町郵便局（元横山町三丁目）

### 神社・寺院
- 妙薬寺（元横山町二丁目）
- 大義寺（元横山町二丁目）
- 専念寺（元横山町二丁目）
- 八幡八雲神社（元横山町二丁目）